# Герб Нового Южного Уэльса
Герб Нового Южного Уэльса является официальным гербом австралийского штата  Нового Южного Уэльса. Герб был дарован стране королём Эдуардом VII 11 октября 1906 года.

## Описание
Герб представляет собой щит, в котором изображен красный крест святого Георгия с золотым львом в центре, обремененный четырьмя восьми лучевыми звездами на плечах, представляющие Южный Крест. В синих полях щита - два снопа пшеницы и два руна. В качестве Щитодержателей золотой лев, который представляет Англию, и кенгуру представляющий Австралию. Восходящее солнце на бурелете символизирует новый рост страны. Латинский девиз означает дальнейший прогресс государства и развитие: "Orta Recens Quam Pura Nites".